# Файфар, Тоне
Тоне Файфар (словен. Tone Fajfar, сербохорв. Tone Fajfar / Тоне Фајфар; 20 февраля 1913, Сподни-Брник — 12 декабря 1981, Любляна) — югославский словенский политик, деятель Освободительного фронта Словении в годы Народно-освободительной войны Югославии.

## Биография
Родился в 1913 году в Сподни-Брнику. Окончил низшую гимназию, занимался графикой. В 1935 году избран в руководство христианско-социалистического Югославского печатного союза. В 1939 году был назначен редактором издания «Delavske pravice» и ответственным редактором журнала «Slovenija». Участвовал в подписании соглашения о сотрудничестве с Коммунистической партией Словении.
В апреле 1941 года участвовал в учредительном собрании Освободительного фронта Словении как представитель христианских социалистов и был избран в Исполнительный комитет. После этого перешёл на нелегальное положение, осев в Любляне. В мае 1942 года выбрался на освобождённую партизанами территорию и был назначен поверенным по охране руководителей Словенского народно-освободительного вече. С 1943 года член президиума Словенского народно-освободительного вече и член президиума Антифашистского вече народного освобождения Югославии.
Файфар был одним из составителей Доломитского заявления, в 1943 году как делегат Исполнительного комитета Освободительного фронта Словении присутствовал на заседаниях Земельного антифашистского вече народного освобождения Хорватии в Оточаце (1943) и Топуске (1944). В конце 1944 года в Белграде участвовал в формировании Объединённых синдикатов Югославии. В 1945 году участвовал в мировой конференции синдикатов в Лондоне.
С 1946 года — член коммунистической партии Югославии. Занимал посты:
- министра лесного хозяйства, торговли и лесной промышленности Народной Республики Словения
- депутат Союзной скупщины ФНРЮ
- депутат Народной скупщины Словении
- член Президиума Главного комитета Социалистического союза трудового народа Словении

Скончался 12 декабря 1981 года в Любляне. Награждён партизанским памятным знаком 1941 года, орденами Национального освобождения и братства и единства и другими наградами.